# Badger (Washington)
Badger az Amerikai Egyesült Államok északnyugati részén, Washington állam Benton megyéjében elhelyezkedő önkormányzat nélküli település.
Az 1883-ban alapított település nevét egy borz üregében talált vízforrásról kapta. 1907-ben iskola, néhány évvel később pedig posta is működött itt.

## Fordítás
- Ez a szócikk részben vagy egészben  a   Badger, Washington című angol Wikipédia-szócikk ezen változatának fordításán alapul.  Az eredeti cikk szerkesztőit annak laptörténete sorolja fel. Ez a jelzés csupán a megfogalmazás eredetét és a szerzői jogokat jelzi, nem szolgál a cikkben szereplő információk forrásmegjelöléseként.